# Vernantois
Vernantois è un comune francese di 340 abitanti, situato nel dipartimento del Giura nella regione della Borgogna-Franca Contea.

## Società

### Evoluzione demografica
Abitanti censiti